# MLS Supporters’ Shield

Trophäe Major League Soccer Supporters’ Shield.

Das Major League Soccer Supporters’ Shield ist die alljährlich vergebene Auszeichnung der Major League Soccer (MLS) an die punktbeste Mannschaft der regulären Saison. Die Auszeichnung wird seit 1998 vergeben und ist mit der Presidents’ Trophy der National Hockey League vergleichbar.

## Hintergrund
Wie in den meisten anderen nordamerikanischen Profiligen wie der National Basketball Association oder der National Football League wird in der MLS die Meisterschaft durch eine Playoff-Runde entschieden. Die Fans der MLS-Vereine jedoch wollten eine Ehrung für die Mannschaft, die auf traditionelle Art und Weise die Meisterschaft gewinnen würde: Die Mannschaft, die nach der regulären Saison die meisten Punkte gesammelt hat. Somit kam es zur Einführung des MLS Supporters’ Shield, das erstmals nach der Saison 1998 verliehen wurde. Für die Spielzeiten 1996 und 1997 wurden die Ehrungen nachträglich vorgenommen.
Auch wenn es sich um eine inoffizielle Ehrung handelt, wird das Supporters' Shield von der MLS anerkannt. Im Februar 2006 beschloss die MLS, dass der Sieger des Supporters' Shields und der Sieger des MLS Cups die USA im damaligen CONCACAF Champions Cup vertreten, inzwischen sind beide Mannschaften für die Gruppenphase der CONCACAF Champions League gesetzt.

## Modus
In der MLS gibt es pro Spiel drei Punkte für einen Sieg und einen Punkt für ein Unentschieden. Die Mannschaft, die die meisten Punkte während der regulären Saison sammelt ist Sieger. Falls zwei oder mehr Mannschaften die Saison punktgleich abschließen gilt zunächst der direkte Vergleich zwischen diesen Mannschaften. Zunächst werden die Anzahl der erzielten Punkte, dann das Torverhältnis und dann die Anzahl der erzielten Tore herangezogen. Sollte es immer noch einen Gleichstand geben wird diese Prozedur mit den Auswärtsspielen noch einmal vorgenommen. Falls es immer noch einen Gleichstand gibt, werden die Heimspiele herangezogen. Liegt immer noch ein Gleichstand vor, gewinnt die Mannschaft, die die wenigeren „Disziplinarischen Punkte“ hat. Zu guter Letzt entscheidet ein Münzwurf.

## Bisherige Titelträger
| Saison | Sieger                 | Punkte ¹ | Playoffs      |  | Zweiter                | Punkte ¹ | Playoffs      |  | MLS-Meister          |
| ------ | ---------------------- | -------- | ------------- |  | ---------------------- | -------- | ------------- |  | -------------------- |
| 1996   | Tampa Bay Mutiny       | 58 (61)  | Halbfinale    |  | LA Galaxy              | 49 (53)  | Finale        |  | D.C. United          |
| 1997   | D.C. United            | 55 (59)  | Meister       |  | Kansas City Wizards    | 49 (51)  | Viertelfinale |  | D.C. United          |
| 1998   | LA Galaxy              | 68 (70)  | Halbfinale    |  | D.C. United            | 58 (61)  | Finale        |  | Chicago Fire         |
| 1999   | D.C. United            | 57 (60)  | Meister       |  | LA Galaxy              | 54 (58)  | Finale        |  | D.C. United          |
| 2000   | Kansas City Wizards    | 57       | Meister       |  | Chicago Fire           | 57       | Finale        |  | Kansas City Wizards  |
| 2001   | Miami Fusion           | 53       | Halbfinale    |  | Chicago Fire           | 53       | Finale        |  | San José Earthquakes |
| 2002   | LA Galaxy              | 53       | Meister       |  | San José Earthquakes   | 51       | Viertelfinale |  | LA Galaxy            |
| 2003   | Chicago Fire           | 53       | Finale        |  | San José Earthquakes   | 51       | Meister       |  | San José Earthquakes |
| 2004   | Columbus Crew          | 49       | Viertelfinale |  | Kansas City Wizards    | 49       | Finale        |  | D.C. United          |
| 2005   | San José Earthquakes   | 64       | Viertelfinale |  | New England Revolution | 59       | Finale        |  | LA Galaxy            |
| 2006   | D.C. United            | 55       | Halbfinale    |  | FC Dallas              | 52       | Viertelfinale |  | Houston Dynamo       |
| 2007   | D.C. United            | 55       | Halbfinale    |  | CD Chivas USA          | 53       | Halbfinale    |  | Houston Dynamo       |
| 2008   | Columbus Crew          | 57       | Meister       |  | Houston Dynamo         | 51       | Viertelfinale |  | Columbus Crew        |
| 2009   | Columbus Crew          | 49       | Viertelfinale |  | LA Galaxy              | 48       | Finale        |  | Real Salt Lake       |
| 2010   | LA Galaxy              | 59       | Halbfinale    |  | Real Salt Lake         | 56       | Viertelfinale |  | Colorado Rapids      |
| 2011   | LA Galaxy              | 67       | Meister       |  | Seattle Sounders       | 63       | Viertelfinale |  | LA Galaxy            |
| 2012   | San José Earthquakes   | 66       | Viertelfinale |  | Sporting Kansas City   | 63       | Viertelfinale |  | LA Galaxy            |
| 2013   | New York Red Bulls     | 59       | Viertelfinale |  | Sporting Kansas City   | 58       | Meister       |  | Sporting Kansas City |
| 2014   | Seattle Sounders       | 64       | Halbfinale    |  | LA Galaxy              | 61       | Meister       |  | LA Galaxy            |
| 2015   | New York Red Bulls     | 60       | Halbfinale    |  | FC Dallas              | 60       | Halbfinale    |  | Portland Timbers     |
| 2016   | FC Dallas              | 60       | Viertelfinale |  | Colorado Rapids        | 58       | Halbfinale    |  | Seattle Sounders     |
| 2017   | FC Toronto             | 69       | Meister       |  | Portland Timbers       | 53       | Viertelfinale |  | FC Toronto           |
| 2018   | New York Red Bulls     | 71       | Halbfinale    |  | Atlanta United         | 69       | Meister       |  | Atlanta United       |
| 2019   | Los Angeles FC         | 72       | Halbfinale    |  | New York City FC       | 64       | Viertelfinale |  | Seattle Sounders     |
| 2020   | Philadelphia Union     | 47       | Halbfinale    |  | Toronto FC             | 64       | Achtelfinale  |  | Columbus Crew        |
| 2021   | New England Revolution | 73       | Viertelfinale |  | Colorado Rapids        | 61       | Viertelfinale |  | New York City FC     |
| 2022   | Los Angeles FC         | 67       | Meister       |  | Philadelphia Union     | 67       | Finale        |  | Los Angeles FC       |
| 2023   | FC Cincinnati          | 69       | Halbfinale    |  | Orlando City SC        | 63       | Finale        |  | Columbus Crew        |
| 2024   | Inter Miami            | 74       | Viertelfinale |  | Columbus Crew          | 66       | Viertelfinale |  | Los Angeles FC       |

¹ Bis 1999 gab es drei Punkte für einen Sieg, einen Punkt für einen Sieg nach Shootout und keinen Punkt für eine Niederlage. Ab 2000 gibt es drei Punkte für einen Sieg, einen Punkt für ein Unentschieden und null Punkte für eine Niederlage. Die Punktzahl in Klammern bei den Spielzeiten 1996 bis 1999 zeigen an, wie viele Punkte die Mannschaften erzielt hätten, wenn die Regeln ab 2000 zur damaligen Zeit gültig gewesen wären.

## Statistiken
Von den bisherigen 29 Supporters' Shield-Siegern (Stand 2024) gewannen acht anschließend auch die Meisterschaft. Ein Sieger wurde Vizemeister, zwölf Sieger scheiterten im Halbfinale und acht im Viertelfinale.
Sechs Mannschaften haben das Supporters' Shield mehr als einmal gewonnen. D.C. United (1997, 1999, 2006, 2007), die LA Galaxy (1998, 2002, 2010, 2011), die Columbus Crew (2004, 2008, 2009), die New York Red Bulls (2013, 2015, 2018) die San José Earthquakes (2005 und 2012) und Los Angeles FC (2019 und 2022).
Mit dem Toronto FC gewann 2017 zum ersten und bisher einzigen Mal eine kanadische Mannschaft den Supporters' Shield. Die höchste Punktzahl erzielte Inter Miami mit 74 Punkten in der Saison 2024.
Achtzehn Mal wurde das Supporters' Shield von Mannschaften der Eastern Conference/Division gewonnen. Die Western Conference/Division war elf Mal erfolgreich. Die ehemalige Central Division konnte nie einen Sieger stellen.
Zehn Supporters' Shield-Sieger verpassten in der folgenden Saison die Playoff-Runde. 2001 gewannen die Miami Fusion das Supporters' Shield, wurden aber nach der Saison aufgelöst. Der 2005-Sieger San José Earthquakes wurde nach der Saison umgesiedelt und durch Houston Dynamo ersetzt.